# Unione Sportiva Vezio Parducci Viareggio 1932-1933
Questa pagina raccoglie i dati riguardanti l'Unione Sportiva Vezio Parducci Viareggio nelle competizioni ufficiali della stagione 1932-1933.

## Stagione
7ª edizione del terzo livello del campionato italiano di calcio. È l'anno della Promozione in Serie B, secondo livello del calcio italiano. Sono passati ormai 6 anni dal 1926, ultima volta ad essere arrivati così in alto per il club.
È un testa a testa per tutta la stagione con la Lucchese. Quando ormai i giochi sembrano fatti, la Lucchese pareggia in casa all'ultima giornata con la Massese, ultima in classifica e spacciata alla retrocessione. Il Viareggio liquida facilmente il Pisa per 5-2. Le due squadre così si ritrovano a pari punti 36 ed è necessario lo spareggio in campo neutro a Livorno, il 21 maggio 1933..
Con la vittoria, il Viareggio accede al girone Finale C, girone all'italiana con L.R. Vicenza e Derthona.
Il Viareggio pareggia a Tortona e supera brillantemente il Vicenza in casa. Al ritorno batte il Derthona in casa. Per i risultati tra Vicenza e Derthona, la sconfitta a Vicenza è ininfluente. 
Il Viareggio è in Serie B: 18 giugno 1933

### Spareggio
| Livorno 21 maggio 1933, ore 16:00 CEST | Unione Sportiva Lucchese Libertas | 1 – 2 | Unione Sportiva Viareggio | Campo di Villa Chayes |
| \| \| \| \| \| 14’ Montaldo \| Marcatori \| 75’ 87’ Vinicio Viani \| \| Dante Pepi Mario Petri Lorenzo Lazzeroni Alfio Giorgetti Pio Roberto Alice Luigi Canali Mario Del Cittadino Bruno Fazzi Mariano Marianetti Gaetano Montaldo Enrico Gereschi \| Formazioni \| Ameglio Palonti Salvatore Giorgetti Euro Riparbelli Leone Della Latta Giuseppe Puccioni Renato Pasquinucci Carlo Zappelli Lamberto Lippi Vinicio Viani Carlo Biagi Antonio Giordani \| \| József Wereb \| Allenatori \| József King \| |                                   | |                           |                       |
| |                                   | |                           |                       |
| 14’ Montaldo | Marcatori                         | 75’ 87’ Vinicio Viani |                           |                       |
| Dante Pepi Mario Petri Lorenzo Lazzeroni Alfio Giorgetti Pio Roberto Alice Luigi Canali Mario Del Cittadino Bruno Fazzi Mariano Marianetti Gaetano Montaldo Enrico Gereschi | Formazioni                        | Ameglio Palonti Salvatore Giorgetti Euro Riparbelli Leone Della Latta Giuseppe Puccioni Renato Pasquinucci Carlo Zappelli Lamberto Lippi Vinicio Viani Carlo Biagi Antonio Giordani |                           |                       |
| József Wereb | Allenatori                        | József King |                           |                       |

### Finale Girone C

#### Classifica
|  | Pos. | Squadra                  | Pt | G | V | N | P | GF | GS | DR |
|  | ---- | ------------------------ | -- | - | - | - | - | -- | -- | -- |
|  | 1.   | Vezio Parducci Viareggio | 5  | 4 | 2 | 1 | 1 | 7  | 7  | 0  |
|  | 2.   | Vicenza                  | 4  | 4 | 2 | 0 | 2 | 7  | 6  | +1 |
|  | 3.   | Derthona                 | 3  | 4 | 1 | 1 | 2 | 4  | 5  | -1 |

Legenda:
      Promosso in Serie B 1933-1934.
Note:
Due punti a vittoria, uno a pareggio, zero a sconfitta.
Era in vigore il pari merito.
In caso di assegnazione di un titolo sportivo (per la promozione o la retrocessione) si effettuava uno spareggio in campo neutro.
Per approfondire sulle variazioni che hanno modificato alcuni verdetti sulle promozioni, si veda la sezione Aggiornamenti nella voce Prima Divisione 1933-1934.

#### Risultati
|           | Risultati |           | Luogo e data              |
| --------- | --------- | --------- | ------------------------- |
|           |           |           |                           |
| Vicenza   | 2-0       | Derthona  | Vicenza, 21 maggio 1933   |
| Derthona  | 2-2       | Viareggio | Tortona, 28 maggio 1933   |
| Viareggio | 3-0       | Vicenza   | Viareggio, 4 giugno 1933  |
|           |           |           |                           |
| Derthona  | 2-1       | Vicenza   | Tortona, 11 giugno 1933   |
| Viareggio | 2-0       | Derthona  | Viareggio, 18 giugno 1933 |
| Vicenza   | 4-1       | Viareggio | Vicenza, 25 giugno 1933   |
|           |           |           |                           |

## Rosa
| N. |                   | Ruolo | Calciatore                |
| -- | ----------------- | ----- | ------------------------- |
|    | Italia (bandiera) | D     | Fabio Baldini             |
|    | Italia (bandiera) | D     | Carlo Di Beo              |
|    | Italia (bandiera) | D     | Lisandro Bertuccelli      |
|    | Italia (bandiera) | A     | Carlo Biagi               |
|    | Italia (bandiera) | C     | Leone Della Latta         |
|    | Italia (bandiera) | D     | Egisto Giorgetti (I)      |
|    | Italia (bandiera) | P     | Ameglio Palonti           |
|    | Italia (bandiera) | C     | Renato Tori               |
|    | Italia (bandiera) | C     | Euro Riparbelli           |
|    | Italia (bandiera) | A     | Antonio Giordani          |
|    | Italia (bandiera) | A     | Salvatore Giorgetti (III) |

| N. |                   | Ruolo | Calciatore          |
| -- | ----------------- | ----- | ------------------- |
|    | Italia (bandiera) | A     | Lamberto Lippi      |
|    | Italia (bandiera) | C     | Mario Paoli         |
|    | Italia (bandiera) | C     | Renato Pasquinucci  |
|    | Italia (bandiera) | C     | Giuseppe Puccioni   |
|    | Italia (bandiera) | A     | Elio Micheli        |
|    | Italia (bandiera) | A     | Luciano Patalani    |
|    | Italia (bandiera) | C     | Cesare Simonini     |
|    | Italia (bandiera) | A     | Zaverio Puccinelli  |
|    | Italia (bandiera) | A     | Vinicio Viani       |
|    | Italia (bandiera) | C     | Tiziano Volpe       |
|    | Italia (bandiera) | C     | Carlo Zappelli (II) |
|    | Italia (bandiera) | P     | Pietro Zappelli (I) |
|    | Italia (bandiera) | D     | Giacomo Zappelli    |